# دنیلو گراسی
دنیلو گراسی (ایتالیایی: Danilo Grassi؛ زادهٔ ۱ ژانویهٔ ۱۹۴۱) دوچرخه‌سوار اهل ایتالیا است.